# 23 Librae b
23 Librae b (23 Lib b, HD 134987 b) – planeta pozasłoneczna typu gorący jowisz, orbitująca wokół gwiazdy 23 Librae. Została odkryta w 1999 roku metodą pomiaru prędkości radialnych. Krąży ona po wydłużonej orbicie, w średniej odległości 0,81 au od gwiazdy. Jej masa wynosi co najmniej 1,58 masy Jowisza.